# زكي محمد حسن
زكي محمد حسن: (1908- 1957 م) عالم آثار مصري، له الكثير من البحوث التاريخية والأثرية والترجمات في مجال الآثار الإسلامية.

## المولد والنشأة
ولد زكي  محمد حسن المصري، بمدينة الخرطوم عام 1908م، ونشأ في القاهرة وتعلم بها، ثم تخصص في الآثار الإسلامية، وقد حصل على شهادة الآثار الإسلامية من مدرسة اللوفر في عام 1934م، ونال بعدها شهادة الدكتوراه في الآداب من جامعة باريس. وقد أتقن العديد من اللغات، منها: الإنجليزية والألمانية، والفرنسية، والفارسية، زوجته  المؤرخة سيدة إسماعيل كاشف .
عُيِّن زكي حسن أمينًا لدار الآثار العربية بالقاهرة عقب عودته من  باريسعام 1935م واستمر بالعمل بها حتى عام 1939م. وقد ألَّف في تلك الفترة عدة كتب في علم الآثار فضلًا عن كتابته لدليل محتويات دار الآثار العربية. وقد انتقل زكي حسن بعدها للعمل كأستاذ للآثار والفنون الإسلامية بكلية الآداب جامعة القاهرة، كما عمل مدرسًا للتاريخ والآثار في جامعة بغداد. وكان ضِمْنَ أعضاء مجامع ومجالس علمية متعددة.
قام زكي حسن بعدة رحلات علمية زار فيها معظم البلاد الأوروبية، كما مثَّل مصر في كثير من المؤتمرات العلمية. وقد ألف زكي في العديد من الموضوعات، مثل: التاريخ، والآثار، وأدب الرحلات. كما ترجم عددًا من الكتب الأجنبية إلى العربية، وكتب أكثر من خمسين مقالًا في مجالات مختلفة. ومن كتبه: «التصوير في الإسلام»، «كنوز الفاطميين»، «الفن الإسلامي في مصر»، «الصين وفنون الإسلام»، «التصوير عند العرب».

## الكتب المُؤلَّفة
- الكنوز الفاطمية
- التصوير في الإسلام عند الفرس
- الصين وفنون الإسلام
- مصر والحضارة الإسلامية
- التصوير وأعلام المصورين
- في الإسلام في الفنون الإسلامية
- الرحالة المسلمون في العصور الوسطى

## كتابه الكنوز الفاطمية
يؤرخ هذا الكتاب لحقبة مفصلية من تاريخ  مصر الإسلامية ممثلةً في الدولة الفاطمية، ويستهل الكاتب مُؤَلَّفهُ بالحديث عن المغزى اللغوي لكلمة مُتحف في معاجم اللغات القديمة، ثم يتحدث عن دُوْرِ الآثار ومكانتها في الشرق والغرب، وقد وُفِّق الكاتب في تأصيل تاريخ الكنوز التي أُثِرَت عن الفاطميين عندما احتكم إلى روايات ابن ميسر، وتقي الدين المقريزي، وقد أخذ الكاتب من كل كنز أُثرَ عن الفاطميين بطرفٍ يبرهن على نفاسة هذه الكنوز؛ فتحدث عن أنماط شتى من الخزائن التي حوت هذه الكنوز، كما ضمَّن فريدته التاريخية أوصاف عدد من الرحالة لقاهرة المعز، وتناول الكنوز التي أُثِرَت عنهم أثناء الشدة العظمى، وبعدها، وتحدث في القسم الثاني من الكتاب عن الفنون التطبيقية التي بلغت أوْجَ ازدهارها في عصر الدولة الفاطمية: كالنحت، والرسم، والتصوير، وبعض الصناعات التي اقتبست من البلدان الأخرى كصناعة الخزف الصيني، ولم يكتفِ بالإشارة إلى هذه الفنون؛ ولكنه تحدث أيضًا عن الجدلية الشرعية لوجود مثل هذه الفنون عند الفاطميين.

## كتابه الرحالة والمسلمون في العصور الوسطى
يعد هذا الكتاب موسوعةً تختزلُ ببراعة السرد القصصي في تاريخ الرحالة المسلمين في العصور الوسطى، وتوضح كيف حاز المسلمون قصب السبق في ميدان الرحلات، والاكتشافات، والدراسات الجغرافية، ويتحدث الكاتب عن الدور الفاعل للحج بوصفه من أعظم بواعث رواج ثقافة الارتحال بين المسلمين في العصور الوسطى، ويضم هذا الكتاب زُمْرَةً فريدةً من أعلام الرحالة المسلمين مبينًا الحقبة الزمنية التي ينتمي إليها كل رحالة، ويبرز الكتاب القيمة الثقافية والجغرافية التي وصل إليها هؤلاء الرحالة في رحاب البلدان التي ارتحلوا إليها، ويروي لنا المشاهدات والطرائف التي اطلعوا عليها أثناء نزولهم إلى هذه البلدان، ويذكر الكاتب عددًا من الأسفار التي قادها الرحالة المسلمون موضحًا الجدلية التاريخية التي تدور حول مدى وثاقة الحقائق التاريخية التي تدل على مدى ارتباط هذه الرحلات بحيز الوجود في الحقيقة التاريخية.

### المقالات الصحفية
إلى جانب هذا كان له نشاط واسع في الصحافة بدأ منذ عهد مبكر أيام تخرجه في الجامعة، فنشر مئات المقالات المتنوعة في الأخبار والجمهورية والمساءوصوت العرب والأهالي، والقاهرة والعربي، فضلا عن عشرات المقالات والحوارات، في عدد من الصحف العربية مثل المحرر، والبيان، والأحداث، والدستور، وأنوال المغربية، والوطن الكويتية؛ وهو ما أكسبه مكانة كبيرة بين أعلام عصره في العالم العربي.

## تقدير الهيئات العلمية
لقي تقدير الهيئات العلمية وتعترف العديد من المؤسسات العلمية بفضله في تكوين مدرسة فكرية ناقدة في التاريخ والفكر الإنساني. وتم تكريمة من قِبل عدد من الجامعات، مثل جامعة اشبيلية في أسبانيا، وجامعة لشبونة بالبرتغال ومركز الإدريسي للدراسات المغربية الأندلسية بالمغرب وأسبانيا.

## وفاته
توفي زكي محمد حسن في بغداد عام 1957م، ودفن في القاهرة.